# William Whipple

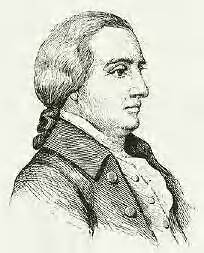
William Whipple, Jr.

William Whipple (né le 14 janvier 1730 et mort le 28 novembre 1785) est un signataire de la Déclaration d'indépendance des États-Unis en tant que représentant du New Hampshire.

## Biographie
William Whipple naît le 14 janvier 1730 à Kittery dans le Maine. Il est instruit dans une école publique jusqu'au début de son adolescence, quand il partit en mer pour trouver son bonheur. Il était un matelot de deuxième classe, gagnant le poste de capitaine de navire à l'âge de 21 ans. Il a travaillé dur et a amassé beaucoup d'argent. En 1759, il débarque à Portsmouth et, en partenariat avec son frère, s'est établi comme commerçant. Appels au droit public a commencé presque immédiatement. Il a été élu à plusieurs bureaux locaux et a été impliqué dans le mouvement des patriotes.
En 1775, il est élu pour représenter sa ville lors du congrès provincial. L'année suivante, le New Hampshire dissout le gouvernement royal et réorganise avec une Chambre des représentants et un Conseil exécutif. Whipple est nommé membre du Conseil, membre du Comité de sécurité et est rapidement élu au Congrès continental. Il y sert jusqu'en 1779.
En 1777, il est fait général de brigade de la milice du New Hampshire, participant à l'expédition réussie contre le général Burgoyne à la bataille de Saratoga et de Stillwater.
Après la guerre, il est nommé juge à la Cour supérieure du New Hampshire. Il souffrait d'une maladie de cœur depuis plusieurs années et il est mort d'évanouissement du haut de son cheval lors d'un voyage en novembre 1785.